# 2008–2009-es olasz labdarúgókupa
Az olasz kupa 62. kiírása. A döntőt a Stadio Olimpicoban játszották.
A tornán 20 első osztályú, 22 másodosztályú, 28 harmadosztályú valamint 8 negyedosztályú csapat vesz részt.
A szezon győztese a Lazio csapata lett 5. alkalommal.

## Eredmények

### Első forduló
| 1. csapat   | Eredmény       | 2. csapat              |
| ----------- | -------------- | ---------------------- |
| Gallipoli   | 3–2            | Bacoli Sibilla Flegrea |
| Ravenna     | 5–1            | Castellarano           |
| Monza       | 1–1 (Te.: 5-4) | Celano Olimpia         |
| Perugia     | 1–0            | Lumezzane              |
| Taranto     | 1–2            | Bassano Virtus         |
| Mezzocorona | 0–2            | Pescara                |
| Cavese      | 3–1            | Biellese               |
| Sorrento    | 3–1            | Castelsardo            |
| Legnano     | 1–3            | Benevento              |
| Pro Sesto   | 2–0            | Tritium                |
| Foligno     | 3–2            | Pergocrema             |
| Crotone     | 2–0            | Renato Curi Angolana   |
| Novara      | 3–1            | Real Marcianise        |
| Cesena      | 3–1            | Chioggia Sottomarina   |
| Foggia      | 0–2            | Barletta               |
| Cremonese   | 0–32           | Reggiana               |
| Arezzo      | 1–4            | Portogruaro            |
| Padova      | 8–0            | Pontedera              |

1 Az olasz szövetség döntése alapján.

### Második forduló
A fordulóban csatlakozó csapatok: AlbinoLeffe, Ancona, Ascoli, Avellino, Bari, Brescia, Cittadella, Empoli, Frosinone, Grosseto, Livorno, Mantova, Modena, Parma, Piacenza, Pisa, Rimini, Salernitana, Sassuolo, Treviso, Triestina, Vicenza.

| 1. csapat   | Eredmény       | 2. csapat      |
| ----------- | -------------- | -------------- |
| Mantova     | 1–0            | Gallipoli      |
| Rimini      | 3–3 (Te.: 0-3) | Ravenna        |
| Vicenza     | 3–0            | Monza          |
| Ascoli      | 3–1            | Perugia        |
| Bari        | 2–0            | Bassano Virtus |
| AlbinoLeffe | 2–2 (Te.: 8-7) | Pescara        |
| Pisa        | 1–2            | Cittadella     |
| Empoli      | 2–0            | Ancona         |
| Grosseto    | 4–2            | Cavese         |
| Triestina   | 2–1            | Sorrento       |
| Treviso     | 2–2 (Te.: 8-9) | Benevento      |
| Pro Sesto   | 0–1            | Modena         |
| Brescia     | 2–1            | Foligno        |
| Frosinone   | 0–2            | Crotone        |
| Livorno     | 3–0            | Novara         |
| Salernitana | 3–1            | Cesena         |
| Barletta    | 1–3            | Sassuolo       |
| Avellino    | 0–1            | Reggiana       |
| Parma       | 3–2 (hu.)      | Portogruaro    |
| Piacenza    | 0–1            | Padova         |

### Harmadik forduló
A fordulóban csatlakozó csapatok: Atalanta, Bologna, Cagliari, Catania, Chievo, Genoa, Lazio, Lecce, Palermo, Reggina, Siena, Torino.

| 1. csapat  | Eredmény  | 2. csapat   |
| ---------- | --------- | ----------- |
| Genoa      | 3–1       | Mantova     |
| Palermo    | 1–2       | Ravenna     |
| Bologna    | 2–0       | Vicenza     |
| Ascoli     | 1–0       | Bari        |
| Siena      | 4–0       | AlbinoLeffe |
| Cittadella | 0–1       | Empoli      |
| Reggina    | 3–0       | Grosseto    |
| Cagliari   | 1–0       | Triestina   |
| Lazio      | 5–1       | Benevento   |
| Atalanta   | 2–1       | Modena      |
| Torino     | 2–1 (hu.) | Brescia     |
| Crotone    | 0–3       | Livorno     |
| Lecce      | 0–1       | Salernitana |
| Sassuolo   | 1–0       | Reggiana    |
| Catania    | 2–1 (hu.) | Parma       |
| Chievo     | 1–2       | Padova      |

### Negyedik forduló
| 1. csapat   | Eredmény       | 2. csapat |
| ----------- | -------------- | --------- |
| Genoa       | 2–1            | Ravenna   |
| Bologna     | 1–0            | Ascoli    |
| Siena       | 0–2            | Empoli    |
| Reggina     | 4–0            | Cagliari  |
| Lazio       | 2–0            | Atalanta  |
| Torino      | 3–2 (hu.)      | Livorno   |
| Salernitana | 2–2 (Te.: 8-7) | Sassuolo  |
| Catania     | 4–0            | Padova    |

### Nyolcaddöntő
A fordulóban csatlakozó csapatok: Fiorentina, Internazionale, Juventus, Milan, Napoli, Roma, Sampdoria, Udinese.

| 1. csapat      | Eredmény       | 2. csapat   |
| -------------- | -------------- | ----------- |
| Internazionale | 3–1 (hu.)      | Genoa       |
| Roma           | 2–0            | Bologna     |
| Sampdoria      | 2–1            | Empoli      |
| Udinese        | 0–0 (Te.: 8-7) | Reggina     |
| Milan          | 1–2 (hu.)      | Lazio       |
| Fiorentina     | 0–1            | Torino      |
| Napoli         | 3–1            | Salernitana |
| Juventus       | 3–0            | Catania     |

### Negyeddöntő
| 1. csapat      | Eredmény       | 2. csapat |
| -------------- | -------------- | --------- |
| Internazionale | 2–1            | Roma      |
| Udinese        | 1–1 (Te.: 2-5) | Sampdoria |
| Lazio          | 3–1            | Torino    |
| Juventus       | 0–0 (Te.: 4-3) | Napoli    |

### Elődöntő
| 1. csapat | Eredmény | 2. csapat      | 1. mérk. | 2. mérk. |
| --------- | -------- | -------------- | -------- | -------- |
| Sampdoria | 3–1      | Internazionale | 3–0      | 0–1      |
| Lazio     | 4–2      | Juventus       | 2–1      | 2–1      |

### Döntő
| 2009. május 13. 20:45 (CEST) | Lazio     | 1 – 1 | Sampdoria   | Stadio Olimpico, Róma Nézőszám: 68,000 Játékvezető: Roberto Rosetti |
| 2009. május 13. 20:45 (CEST) | Zárate 5' | (1–1) | 31' Pazzini | Stadio Olimpico, Róma Nézőszám: 68,000 Játékvezető: Roberto Rosetti |

|                                                          |     | 11-esekkel                                                        |  |
| Ledesma Rocchi Rozehnal Kolarov Zárate Lichtsteiner Dabo | 6–5 | Cassano Palombo Pazzini Gastaldello Accardi Delvecchio Campagnaro |  |

| A 2008–2009-es olasz labdarúgókupa győztese: |
| -------------------------------------------- |
| Lazio 5. cím                                 |

## Lásd még
Serie A 2008–2009

Serie B 2008–2009